# Sylvain Marveaux
Sylvain Marveaux (Vannes, 15 de abril de 1986) é um futebolista francês que atua como meia. Atualmente, joga pelo FC Lorient.

## Carreira

### Newcastle United
Fez um gol contra o Arsenal em 29 de dezembro, e outro gol de seu companheiro de equipe Demba Ba não ajudaram a evitar a goleada por 7 a 3 do Arsenal do Emirates Stadium.